# Lertha palmonii
Lertha palmonii is een insect uit de familie van de Nemopteridae, die tot de orde netvleugeligen (Neuroptera) behoort. 
Lertha palmonii is voor het eerst wetenschappelijk beschreven door Tjeder in 1970.